# Vasco Braga
Vasco André Carvalho Braga (sinh ngày 8 tháng 9 năm 1993) là một cầu thủ bóng đá người Bồ Đào Nha thi đấu cho F.C. Penafiel ở vị trí tiền vệ.

## Sự nghiệp câu lạc bộ
Vào ngày 27 tháng 8 năm 2017, Braga có màn ra mắt cho Penafiel trong trận đấu tại LigaPro 2017–18 trước Varzim.